# 704
704 (DCCIV na numeração romana) foi um ano bissexto do século VIII, do Calendário Juliano, da Era de Cristo, teve início numa terça-feira e fim na quarta-feira, com as letras dominicais F e E.
| ano completo                          |
| ------------------------------------- |
| Ano bissexto com início à terça-feira |